# Evalina van Putten
Evalina van Putten (Curaçao, 2 marzo 1992) è una modella olandese, seconda classificata a Miss Universo Curaçao 2011.
La van Putten ha rappresentato Curaçao in occasione di Miss Universo 2011, che si è tenuto a São Paulo, in Brasile, il 12 settembre 2011, in sostituzione della prima classificata a Miss Curaçao, Monifa Jansen che non aveva ancora compiuto i diciotto anni previsti dal regolamento. La Jansen tuttavia viene designata per rappresentare Curaçao in occasione di Miss Universo 2012.